# Делисьяс (Чиуауа)
Дели́сьяс (исп. Delicias) — город в Мексике, штат Чиуауа, входит в состав одноимённого муниципалитета и является его административным центром. Численность населения, по данным переписи 2010 года, составила 118 071 человек.

## История
Поселение было основано как сельская община 1 апреля 1933 года Карлосом Блейком. Переселенцы из расположенной в соседнем муниципалитете Росалес бывшей асьенды принесли и её название Delicias, которое с испанского языка можно перевести как прелесть, радость, наслаждение.
29 октября 1960 года поселению был присвоен статус города.